# Revoir Un Printemps
Revoir Un Printemps – czwarty studyjny album francuskiego zespołu hip-hopowego IAM, którego premiera odbyła się 16 września 2003 r. - sześć lat po poprzedniej płycie. Produkcja ta była swoistym powrotem grupy IAM, której członkowie po wydaniu Ombre Est Lumière zajęli się karierą solową. Wśród gości pojawili się tacy artyści jak: Redman, Method Man, Beyoncé Knowles czy Soprano, który udziela się w edycji limitowanej albumu.
Płyta zadebiutowała na 1. miejscu we Francji, ze sprzedażą ponad 300.000 egzemplarzy.

## Lista utworów
1. „Stratégie d'un pion” - 4:35
2. „Nous” - 4:37
3. „Quand ils rentraient chez eux” - 4:17
4. „Noble art” (feat. Redman, Method Man) - 5:00
5. „Lâches” - 4:38
6. „Mental de Viêt-Cong” - 4:23
7. „Revoir un printemps” - 3:52
8. „Armes de distraction massive” - 4:13
9. „Second souffle” - 5:02
10. „Visages dans la foule” - 3:56
11. „Ici ou ailleurs” (feat. Syleena Johnson) - 4:32
12. „Tiens” - 4:18
13. „Bienvenue” (feat. Beyoncé Knowles) - 4:05
14. „Pause” - 4:20
15. „Fruits de la rage” - 4:00
16. „Murs” - 4:48
17. „21/04” - 4:48
18. „Aussi loin que l'horizon” - 4:22

Edycja limitowana
1. „Live de la base"
2. „La violence” (feat. Soprano)
3. „40 ans de retour au ghetto"
4. „Noble art (version instrumentale)”
5. „Tiens (version instrumentale)”